# 1547年
| 千纪： | 2千纪 |
| 世纪： | 15世纪 \| 16世纪 \| 17世纪                                                                                 |
| 年代： | 1510年代 \| 1520年代 \| 1530年代 \| 1540年代 \| 1550年代 \| 1560年代 \| 1570年代                           |
| 年份： | 1542年 \| 1543年 \| 1544年 \| 1545年 \| 1546年 \| 1547年 \| 1548年 \| 1549年 \| 1550年 \| 1551年 \| 1552年 |
| 纪年： | 丁未年（羊年）；明嘉靖二十六年；越南莫朝永定初年，后黎朝元和十五年；日本天文十六年                         |

## 大事记
- 1月8日——第一本立陶宛語書籍《簡單的教理問答》由Martynas Mažvydas在柯尼斯堡出版。
- 1月16日——莫斯科公國大公伊凡四世正式改稱沙皇，莫斯科公國亦改稱為俄羅斯沙皇國。
- 4月24日——神聖羅馬帝國查理五世的帝國軍隊在米爾貝格戰役中擊潰施馬爾卡爾登聯盟軍，贏得施馬爾卡爾登戰爭，施馬爾卡爾登聯盟於5月正式投降神聖羅馬帝國。
- 8月6日——武田晴信在小田井原之戰中大敗關東管領上杉憲政及信濃國志賀城（日语：志賀城）城主笠原清繁聯合軍，武田家完全控制了佐久郡。
- 亨利八世和珍·西摩的兒子愛德華六世繼位都鐸王朝第三任君主。
- 亨利二世繼位為法國國王，並在巴黎高等法院中特設了一個被稱為「火焰法庭」的機構來審判新教徒。
- 武田信玄制訂分國法《甲州法度次第》。

## 出生
- 9月26日——塞万提斯，西班牙作家

## 逝世
- 1月28日——亨利八世，英國都鐸王朝第二位國王。（1491年出生）
- 3月31日——弗朗索瓦一世，法國國王。（1494年出生）
- 12月2日——埃爾南·科爾蒂斯，南美洲的西班牙殖民者。